# フェニックステレビ (日本)
フェニックステレビ（鳳凰衛視）は、香港・鳳凰衛視の中国語番組に特化した日本の衛星放送チャンネル。現在は株式会社大富に運営されている。現代ビジネスによると中国共産党の直接的関係がある報道機関とされる。
本項では中国語チャンネルとして前身である、楽楽チャイナについても併記する。

## 概要

### 楽楽チャイナ時代
楽楽チャイナは1998年6月1日に衛星放送プラットフォームのスカイパーフェクTV!（現：スカパー!プレミアムサービス）にて試験放送を開始し、同年7月1日より有料放送を開始。中国大陸（中国中央電視台他）、香港（鳳凰衛視、無綫電視他）、台湾（東風衛視他）の放送局に番組を提供してもらっていた（一部同時ネット）。一部の番組は日本語字幕付きで放送され、その中の一部の日本語版作品は運営元の株式会社ラクラクコミュニケーションズが自ら翻訳・制作したものであった。

### フェニックステレビ（鳳凰衛視）時代
2006年10月1日、チャンネル名は楽楽チャイナ（鳳凰衛視）に改名され、鳳凰衛視の中国語番組に専念し始めた。これをもって、同チャンネルは日本語字幕付き放送を事実上断念し、純粋な中国語チャンネルとなった。更に2007年12月1日、チャンネル名は鳳凰衛視に改名された。
2009年4月1日、ラクラクコミュニケーションズは同チャンネルを手放し、株式会社大富に譲渡した。2013年4月1日、チャンネル名はフェニックステレビ（鳳凰衛視）に改名され、現在に至った。

## 不祥事
2007年8月、中国国防相に動向した取材スタッフが、撮影を禁止されていた潜水艦やイージス艦の隠し撮りを行った。